# مطرنيش
مطرنيش أو مُنتروي هي بلدية في منطقة بلنسية في إسبانيا.